# Caparaó
Caparaó là một đô thị thuộc bang Minas Gerais, Brasil. Đô thị này có diện tích 130,064 km², dân số năm 2007 là 4863 người, mật độ 42,6 người/km².